# Маэхата, Хидэко
Хидэко Маэхата (яп. 前畑 秀子 Маэхата Хидэко, 20 мая 1914 — 24 февраля 1995) — японская пловчиха, чемпион Олимпийских игр.
Хидэко Маэхата родилась в 1914 году в Хасимото префектуры Вакаяма. Ещё ребёнком она научилась плавать в реке Кинокава, и была направлена в женскую школу в Нагое с углублённым изучением плавания, но неожиданная смерть родителей в 1931 году вынудила её вернуться домой. Тем не менее в 1932 году она была включена в состав японской олимпийской сборной, и на Олимпийских играх в Лос-Анджелесе завоевала серебряную медаль на дистанции 200 м брассом. В последующие четыре года Хидэко Маэхата усердно тренировалась, и в августе 1936 года на Олимпийских играх в Берлине завоевала золотую медаль в той же дисциплине. Японская телерадиокомпания NHK вела прямую трансляцию этого заплыва, и во время трансляции японский диктор Касай Сансэй, не сдержавшись, дважды прокричал: «Маэхата, держись!». Японка завоевала золотую медаль, однако диктор получил выговор за потерю выдержки. Это был первый случай эмоционально-субъективного репортажа в истории японского телерадиовещания.